# Zane Huett
Zane Huett (* 9. Mai 1997 in Riverside, Kalifornien, Vereinigte Staaten) ist ein US-amerikanischer ehemaliger Kinderdarsteller.

## Karriere
Seine erste Rolle hatte Zane Huett in der erfolgreichen US-Serie Desperate Housewives. Er war dort von 2004 bis 2008 als Parker Scavo, den jüngsten Sohn von Felicity Huffman (als Lynette Scavo) und Doug Savant (als Tom Scavo) zu sehen. Da die 5. Staffel aber fünf Jahre in der Zukunft spielt, wurde Huett zusammen mit anderen Mitgliedern des Casts aus seinem Vertrag entlassen. Und dennoch, für seine Bekanntheit ist vor allem dieser Auftritt maßgeblich. 
Später war er außerdem in einigen Werbespots zu sehen und wirkte in Filmen wie Daddy Day Care (2003) und Mysterious Skin (2004) mit.

## Filmografie (Auswahl)
- 2004–2008, 2010: Desperate Housewives (Fernsehserie, 67 Folgen)
- 2009: Dear Lemon Lima
- 2011: Rock the House (Fernsehfilm)